# 第二次握手
《第二次握手》，是创作于中国文革期间的手抄本小说代表作。初稿名“浪花”，后命名“归来”，在以手抄本流传的过程中，被读者命名为第二次握手。1979年得以出版面世。作者张扬现为湖南省作家协会副主席，生于河南长葛县。